# Demotina serriventris
Demotina serriventris là một loài bọ cánh cứng trong họ Chrysomelidae. Loài này được Isono miêu tả khoa học năm 1990.